# Nepenthes holdenii
A Nepenthes holdenii é uma espécie de planta carnívora descoberta nas montanhas Cardamom, no Camboja. A planta só cresce em áreas muito remotas em latitudes acima de 600 metros.

## Ameaça de extinção
Uma planta de aparência fálica em 2022 estava em risco de extinção no Camboja porque as pessoas continuavam a retirá-la do solo para tirar selfies com ela.